# Glenea tenuilineata
Glenea tenuilineata là một loài bọ cánh cứng trong họ Cerambycidae.